# Khoshkeh Lāt (ort)
Khoshkeh Lāt (persiska: خشکه لات) är en ort i Iran.   Den ligger i provinsen Gilan, i den norra delen av landet, 170 km nordväst om huvudstaden Teheran. Antalet invånare är 330.
Terrängen runt Khoshkeh Lāt är platt norrut, men söderut är den kuperad. Runt Khoshkeh Lāt är det ganska tätbefolkat, med 134 invånare per kvadratkilometer. Närmaste större samhälle är Rūdsar, 17,3 km nordväst om Khoshkeh Lāt. I omgivningarna runt Khoshkeh Lāt växer i huvudsak blandskog.